# Hadena viscariae
Hadena viscariae là một loài bướm đêm trong họ Noctuidae.